# Daniel Durand

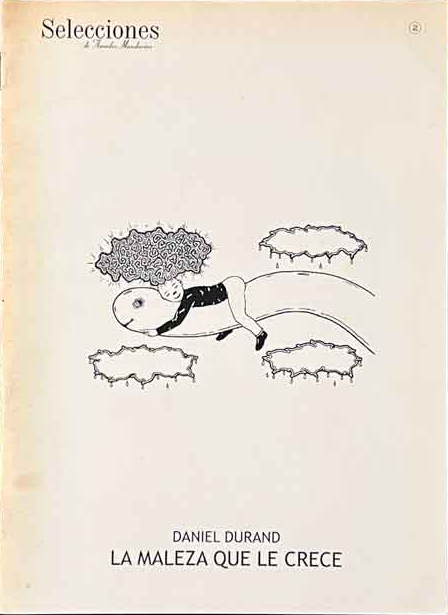
Tapa del libro “La Maleza que le Crece”. Con arte de tapa de Marcelo Pombo

Daniel Durand (Concordia, provincia de Entre Ríos, 2 de febrero de 1964) es un poeta argentino y editor independiente, integrante fundamental de la denominada “Generación del 90”.

## Biografía
Aunque nació y vivió en Concordia hasta los 19 años, se considera tanto entrerriano como porteño ya que vive en la ciudad de Buenos Aires desde el año 1983.
Daniel Durand fue uno de los creadores de la hoy icónica revista de poesía “18 Whiskys - Un buen récord”. Esta publicación se convirtió en una piedra basal de la poética de la década del ‘90. Archivo histórico de revistas argentinas
Participó también de las emblemáticas  revistas de poesía “La Mineta” y “La Trompa de Falopo”. Archivo histórico de revistas argentinas
Su obra poética “Segovia” es considerada una obra cumbre dentro de la producción artística de la denominada “Generación del 90”. 
Posteriormente publicó “El cielo de Boedo”. Este poemario se convirtió en una de las obras preferidas y más estudiadas por la academia y por la crítica especializada.
Alrededor del año 2005 empenzó a experimentar con la “Escritura Electrónica” y a generar textos narrativos producidos por computadora. Esta clase de obra literaria experimental y sumamente vanguardista comenzó a publicarla, incipientemente, a partir del año 2008.
En su faceta como editor independiente cofundó las editoriales “Ediciones Deldiego” y “Colección Chapita”. https://coleccionchapita-blog.tumblr.com
Con estos sellos editoriales, a lo largo de veinte años, publicó a muchos de los poetas más importantes de su generación.
También se ha destacado como traductor de poesía creando un estilo propio al que denominó: Traducción Chapita.
Desde el año 2009 dirige la “Escuela de Poesía y Edición”. 

## Poesía
- La maleza que le crece. Selecciones de Amadeo Mandarino Nº2. Holding Amadeo Mandarino Inc.  Acha, París y Londres. 1998 [8]
- El Krech. Ediciones Deldiego. 1998
- Vieja del agua. Ediciones Deldiego. 2000 [9]

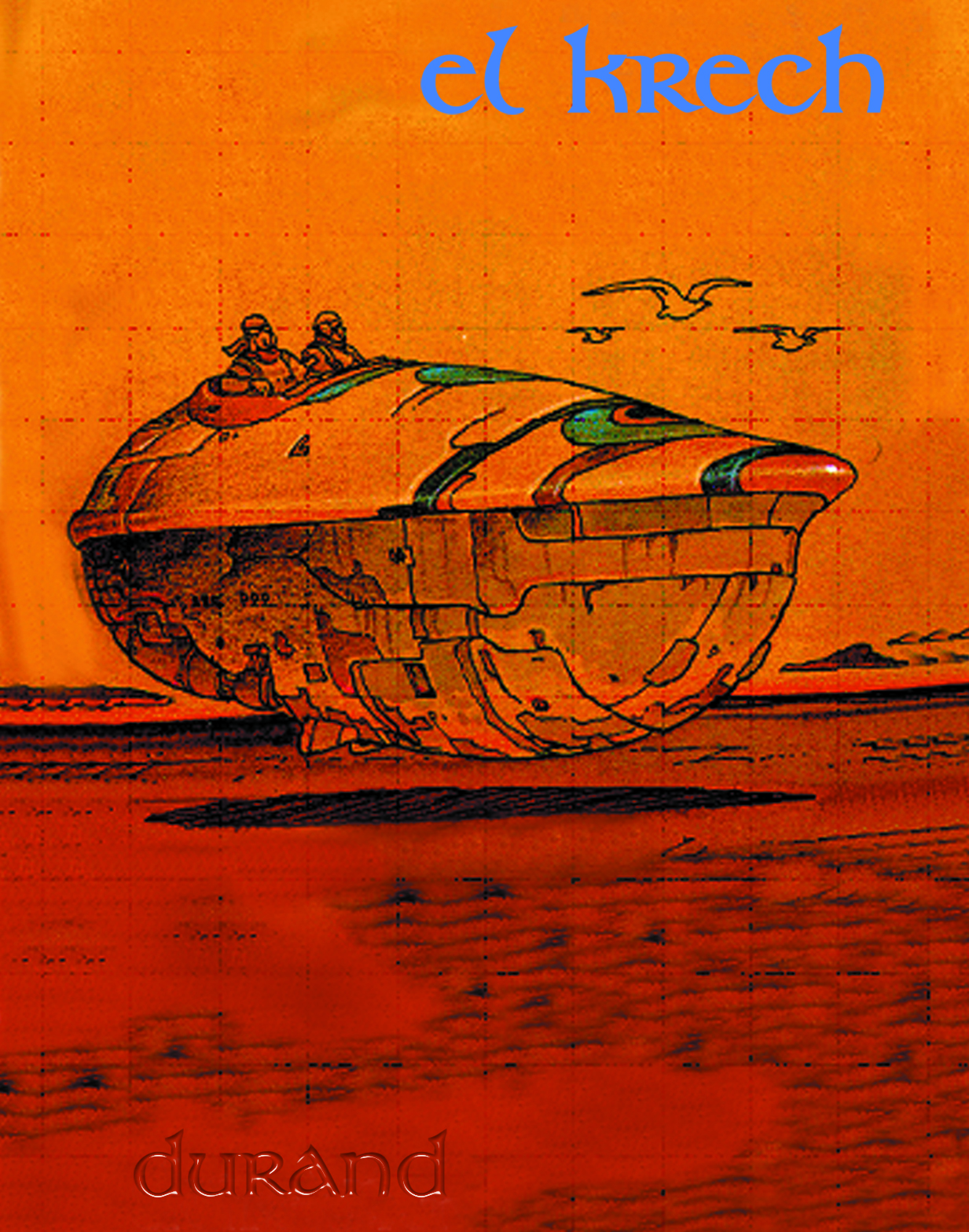
Tapa del libro “El Krech”. Ediciones Deldiego

Tapa del libro “El Estado y Él se Amaron”

- Tapa del libro “El Krech”. Ediciones DeldiegoTapa del libro “El Estado y Él se Amaron”Segovia. Selecciones de Amadeo Mandarino Nº12. Holding Amadeo Mandarino Inc.  Acha, París y Londres. 2001
- El cielo de Boedo. Gog & Magog. 2005 ,  [10]
- El Estado y él se amaron. Editorial Mansalva. 2006
- Ruta de la inversión. Gog & Magog. 2007
- Vestigios de Nititext. Poesía Visual. Separata de la Revista El niño Stanton. 2007
- Salto Grande. Edición del Autor. 2008
- Verbot. Escritura Electrónica. Edición del Autor. 2008
- Contrapunto de dos niñas en la bañera. Edición del Autor. 2008
- Tengo una idea moteada de lo que soy. Ediciones Belleza y Felicidad. 2008
- Petición y promesa. Ediciones Belleza y Felicidad. 2008
- Inquina se apila. Colección Chapita. 2008
- Fesceninia. Taller Chapita. 2014
- Cabeza de buey. Lomo Ediciones. 2017
- 4 DE CADA. En colaboración con Matías Heer. Libro experimental con base en datos estadísticos del Textalizer. Slimbook. Editorial Fadel & Fadel. 2019
- Lupa de la inmersión. Editorial Caleta Olivia. 2023 [11]
- Tulang Pinoy. Editorial Fadel & Fadel. 2024

## Narrativa
- Como un Malboro. Editorial Mansalva. 2016
- Las nalgas entre sí fabrican ojos sociales - Escritura Electrónica. Editorial Fadel & Fadel. 2017
- Transformar el dolor en aventura. Editorial El Enamorado. 2024

## Traducciones
- Delmore Schwartz - El ego va siempre al volante. En colaboración con Guadalupe Arenillas (2000)
- Du Fu - La luna brilla fría sobre los huesos blancos (2001)
- John Berryman - Cáncer joven con un plan. En colaboración con Matías Heer (2008)Tapa del libro “la rabia” - Edgar Allan Poe - Traducción de Daniel Durand. Serie Traducción Chapita - Colección Chapita - 2012

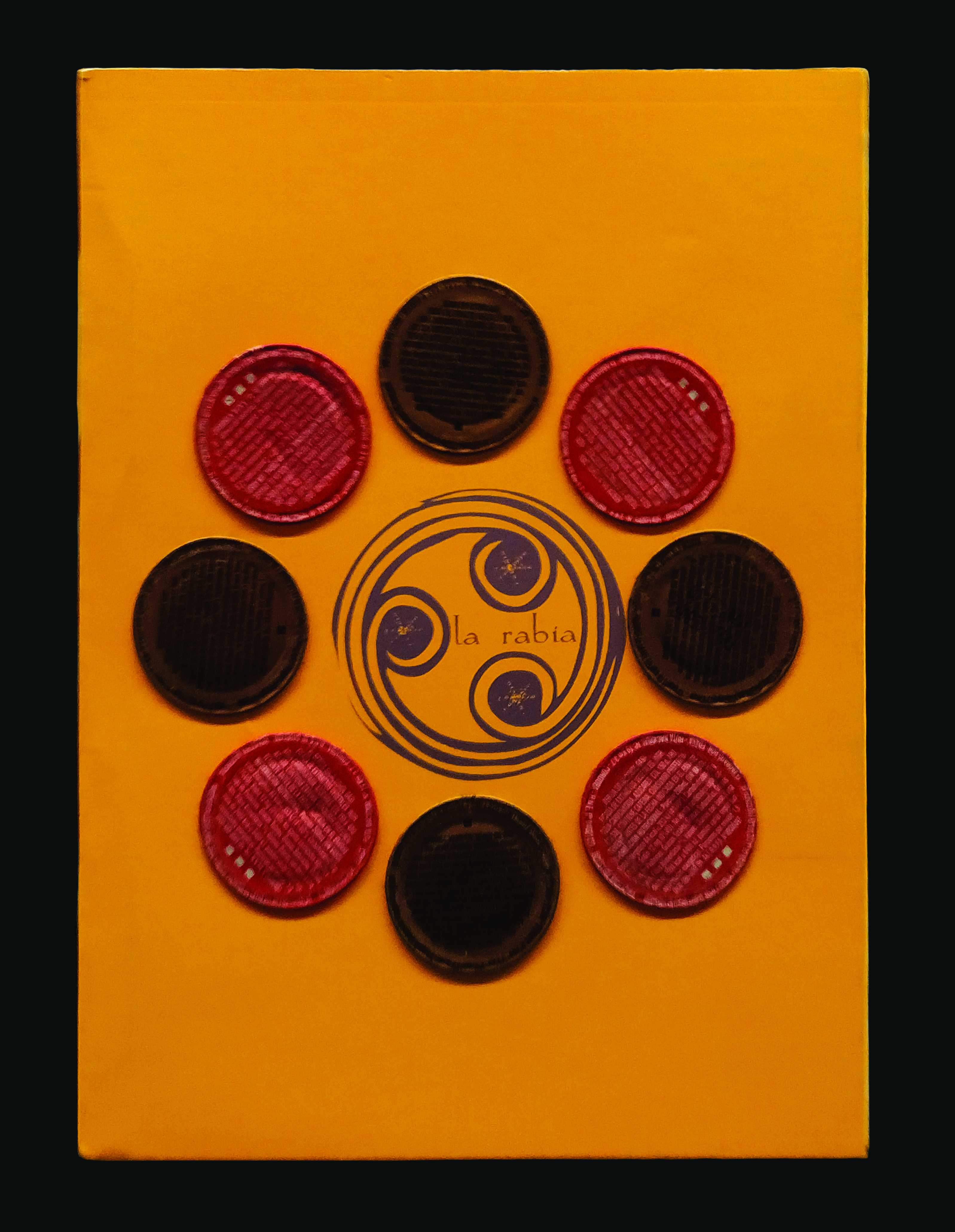
Tapa del libro “la rabia” - Edgar Allan Poe - Traducción de Daniel Durand. Serie Traducción Chapita - Colección Chapita - 2012

- Charles Baudelaire - Las flores de más. En colaboración con Matías Heer y Tomás Fadel (2009)
- Francis Ponge - Doce escritos petisos. En colaboración con Matías Heer (2009)
- Edgar Allan Poe - The raven  La rabia. Colección Chapita (2012)